# ハリケーン・ホアキン
ハリケーン・ホアキン（Hurricane Joaquin）は、2015年10月にバハマを襲った大型ハリケーンである。
国際名Joaquinは、この年限りで引退となった。代わりにJulianという国際名に変更となった。